# Борислав Пашћан
Борислав Пашћан (1924 — 1981) био је српски диригент и музички педагог.

## Биографија
Борислав Пашћан је био угледан диригент Опере и балета Народног позоришта у Београду, а дипломирао је 1958. године у класи Ханса Сваровског на Академији за музику и сценску уметност у Бечу. Као најбољи у класи, стекао је право да дипломски полаже са Бечком филхармонијом, док су остали из класе, међу којима и чувени Зубин Мехта и Клаудио Абадо, дипломирали уз клавир.
Филхармонија младих основана на иницијативу групе студената Музичке академије у Београду, који су учили дириговање код Борислава Пашћана, носи управо његово име.